# Коллаграфия
Коллаграфия (от греч. «κόλλα + γράφω» — «клей + пишу» через англ. collagraph) — процесс или высокой, или глубокой печати, изобретённый в середине XX века и при котором печатная форма создаётся на твёрдой подложке (плотном картоне, листе фанеры и так далее) из коллажа разных материалов. Коллаграфию выполняют путём вырезания и вставки бумаги (либо иных элементов) на жёсткой подложке. Андрей Машанов утверждает, что, в отличие от линогравюры и ксилографии, конкретно эта техника позволяет проще передать сложные текстуры и тонкие черты. Выразительные возможности коллаграфии зависят от количества печатных форм и прогонов через офортный станок, а также от основы, способа нанесения текстуры на основу и способа печати (высокой или глубокой). Елена Саяпина и Надежда Устрицкая отмечают, что благодаря коллаграфии можно заменить металлические формы для печати на таковые, созданные с помощью бескислотных технологий. В высших учебных заведениях техника коллаграфии изредка используется в преподавании эстампа.